# Laurent Bonventre
Pas d'image ? Cliquez ici

a Compétitions nationales et continentales officielles uniquement.

Laurent Bonventre (né le 9 août 1969 au Creusot) est un joueur français de rugby à XV. 

## Biographie
Avec 1,95 m pour 115 kg, le poste de prédilection de Laurent Bonventre était seconde ligne, il joua aussi en troisième ligne centre.
Après sa carrière sportive en professionnel de plus de 15 ans où il évolue notamment à Dijon, à Brive, à Castres et au Racing club de France, il se reconvertit comme manager-entraîneur de rugby à XV. Il fait ses débuts en 2005 à Tulle, puis poursuit sa nouvelle carrière dans l'Oise, au Beauvais RC en 2008. Il est ensuite un des entraineurs du centre de formation du CA Brive Corrèze pendant quatre ans, avant de prendre les rênes du Stade dijonnais en 2014,.

## Carrière de joueur

### Clubs successifs
- Rugby club montcellien (Montceau-les-Mines)
- 1992-1995[4],[5] : Stade dijonnais (Groupe B et Groupe A)
- été 95 : False Bay Rugby Club ( Afrique du Sud) (4 mois en 1re Division, entraineur : Nick Mallet)
- 1995-1997 : CA Brive (TOP 20)
- 1997-1999 : Castres olympique (TOP 20 et Élite 1)
- 1999-2000 : RC France (Élite 1)
- 2000-2001 : Stade aurillacois (Élite 1)
- 2001-2003 : RC Arras (Fédérale 1)
- 2003-2004 : CA Périgueux (Pro D2)
- 2004-2005 : Paris UC (Fédérale 1)

## Carrière d'entraîneur
- 2006-2007 : SC Tulle (Manager - Recrutement et Concept d'entrainement BEE2 option rugby haut niveau)
- 2007-2011 : Entraineur - Manager Beauvais XV Rugby (fédérale 3 puis fédérale 2 en 2009/10 et 2010/11)
- 2011-2012 : CA Brive :  Entraineur junior Crabos (champion de france).
- 2012-2014 : CA Brive : Entraineur des espoirs (champion de France 2012/13 et Poule Élite 2013/14)
- Depuis 2014 : Stade dijonnais. Manager / Entraineur principal (fédérale 1)

## Palmarès

### En sélection
- Tournée en Argentine en 1996 avec l'équipe de France.
- France - Italie en 1994
- Galles - France en 1996
- Espagne - France en 1996
- Argentine - France en 1997

### En club

#### Joueur
- Vainqueur du Challenge de l'Amitié en 1991 avec le RC Montceau (RC Montceau F2 contre l'US Seynoise 1re D groupe B )
- Vice-champion de France groupe B avec le Stade dijonnais en 1993.
- Vice-champion de France en 1996 avec le CA Brive.
- Champion d'Europe en 1997 avec le CA Brive.
- Vainqueur du Challenge Yves du Manoir en 1996 avec le CA Brive.

#### Entraîneur
- 2008-2009 : montée en Fédérale 2 avec le Beauvais XV (entraineur)
- 2011-2012 : champion de France juniors Crabos (entraineur)
- 2012-2013 : champion de France espoirs (entraineur)
- 2015-2016 : montée en Fédérale 1 avec le Stade dijonnais (entraineur-manager)